# عبدالرزاق حمدالله
عبدالرزاق حمدالله (به عربی: عبد الرزاق حمد الله؛ زادهٔ ۱۷ دسامبر ۱۹۹۰) بازیکن فوتبال اهل مراکش است که در پست مهاجم برای باشگاه باشگاه فوتبال الهلال عربستان سعودی در لیگ حرفه‌ای عربستان و تیم ملی مراکش بازی می‌کند. او به‌دلیل توانایی در گلزنی به «جلاد» ملقب شده‌است.
حمدالله دوران حرفه ای خود را از تیم المپیک اسفی در مراکش آغاز کرد سپس او به تیم السوند اف. کی در کشور نروژ انتقال داده شد بعد از یک فصل او به تیم چینی گوانگ‌ژو سیتی پیوست . در سال ۲۰۱۵ او به تیم الجیش قطر انتقال داده شد جایی که او با تیم الجیش قهرمان کاپ قطر ۲۰۱۶ شد . اندکی بعد با الریان قطر قرارداد امضا کرد و سپس به النصر عربستان پیوست . در فصل ۲۰۱۸-۲۰۱۹ لیگ حرفه‌ای فوتبال عربستان، او رکورد ۳۴ گل در یک فصل را به ثمر رساند و در سال ۲۰۱۹ در مجموع با ۵۷ گل بهترین گلزن جهان در سال ۲۰۱۹ بود , و او او دو قهرمانی در لیگ حرفه‌ای عربستان و سه قهرمانی سوپرجام عربستان را به در کارنامه خود دارد . همچنین او دو بار آقای گل لیگ عربستان شد . وی در سال ۲۰۲۱ به عنوان ستاره و بهترین گل زن تاریخ باشگاه النصر عربستان، از این تیم جدا شد.

## آمار ملی

### بازی‌های ملی
تا تاریخ ۱۲ ژوئن ۲۰۲۳
| مراکش | مراکش | مراکش | مراکش  |
| سال   | بازی  | گل    | پاس گل |
| ----- | ----- | ----- | ------ |
| ۲۰۱۲  | ۲     | ۰     | ۰      |
| ۲۰۱۳  | ۵     | ۱     | ۲      |
| ۲۰۱۴  | ۵     | ۵     | ۱      |
| ۲۰۱۵  | ۴     | ۰     | ۰      |
| ۲۰۱۹  | ۱     | ۰     | ۰      |
| ۲۰۲۲  | ۵     | ۰     | ۰      |
| ۲۰۲۳  | ۲     | ۰     | ۰      |
| مجموع | ۲۴    | ۶     | ۳      |

### گل‌های ملی
| شماره | تاریخ          | میزبان | بازی ملی | حریف          | نتیجه | رقابت                  |
| ----- | -------------- | ------ | -------- | ------------- | ----- | ---------------------- |
| ۱     | ۸ ژوئن ۲۰۱۳    | مراکش  | ۵        | تانزانیا      | ۲–۱   | مقدماتی جام جهانی ۲۰۱۴ |
| ۲     | ۹ اکتبر ۲۰۱۴   | طنجه   | ۹        | آفریقای مرکزی | ۴–۰   | دوستانه                |
| ۳     | ۹ اکتبر ۲۰۱۴   | طنجه   | ۹        | آفریقای مرکزی | ۴–۰   | دوستانه                |
| ۴     | ۹ اکتبر ۲۰۱۴   | طنجه   | ۹        | آفریقای مرکزی | ۴–۰   | دوستانه                |
| ۵     | ۱۳ نوامبر ۲۰۱۴ | اگادیر | ۱۱       | بنین          | ۶–۱   | دوستانه                |
| ۶     | ۱۳ نوامبر ۲۰۱۴ | اگادیر | ۱۱       | بنین          | ۶–۱   | دوستانه                |

## زندگی شخصی
حمدالله که در شهر آسفی مراکش به دنیا آمد، کوچکترین فرزند از هفت فرزند خانواده بود. حمدالله درباره دوران کودکی خود گفت :
فوتبال را در کوچه و خیابان با دیگر بچه های شهرم شروع کردم . زمانی که نوجوان بودم در یک باشگاه ثبت نام کردم . تقریبا هر روز بعد از مدرسه و تمام آخر هفته را فوتبال بازی می کردم . برادر بزرگترم همیشه از من حمایت می کرد و منو به سخت تلاش کردن تشویق میکرد

## سابقه بین المللی
در 22 دسامبر 2009 ، حمدالله برای یک هفته اردوی تمرینی به تیم ملی زیر 23 سال مراکش دعوت شد و در 13 دسامبر 2010،  حمدالله در اولین بازی برای مراکش در مسابقات زیر 23 سال UNAF 2010 ،یک گل به تیم ملی فوتبال زیر 23 سال لیبی زد و اون بازی رو مراکش 4-0 برد . و همچنین در 18 دسامبر 2010 ، حمدالله در  بازی مقابل تیم زیر 23 سال کامرون گلزنی کرد.
در 9 ژوئن 2013، حمدالله اولین گل خود را برای تیم ملی فوتبال مراکش به ثمر رساند
در 10 نوامبر 2022،ئ در فهرست 23 نفره مراکش برای جام جهانی فوتبال 2022 قطر قرار گرفت

## محرومیت
پیوستن حمدالله از النصر عربستان به الاتحاد سبب شکایت باشگاه النصر شد. مدیران این باشگاه اعتقاد داشتند که مذاکرات الاتحاد با حمدالله غیرقانونی بوده و به همین دلیل به کمیته حرفه‌ای‌سازی فدراسیون فوتبال عربستان شکایت کردند. این کمیته رأی خود را درخصوص این پرونده صادر کرد که به موجب آن، حمدالله به مدت چهار ماه از حضور در مسابقات فوتبال محروم و به پرداخت جریمه‌ای به مبلغ ۳۰۰ هزار ریال عربستان محکوم شد.